# Grimminghausen (Schmallenberg)

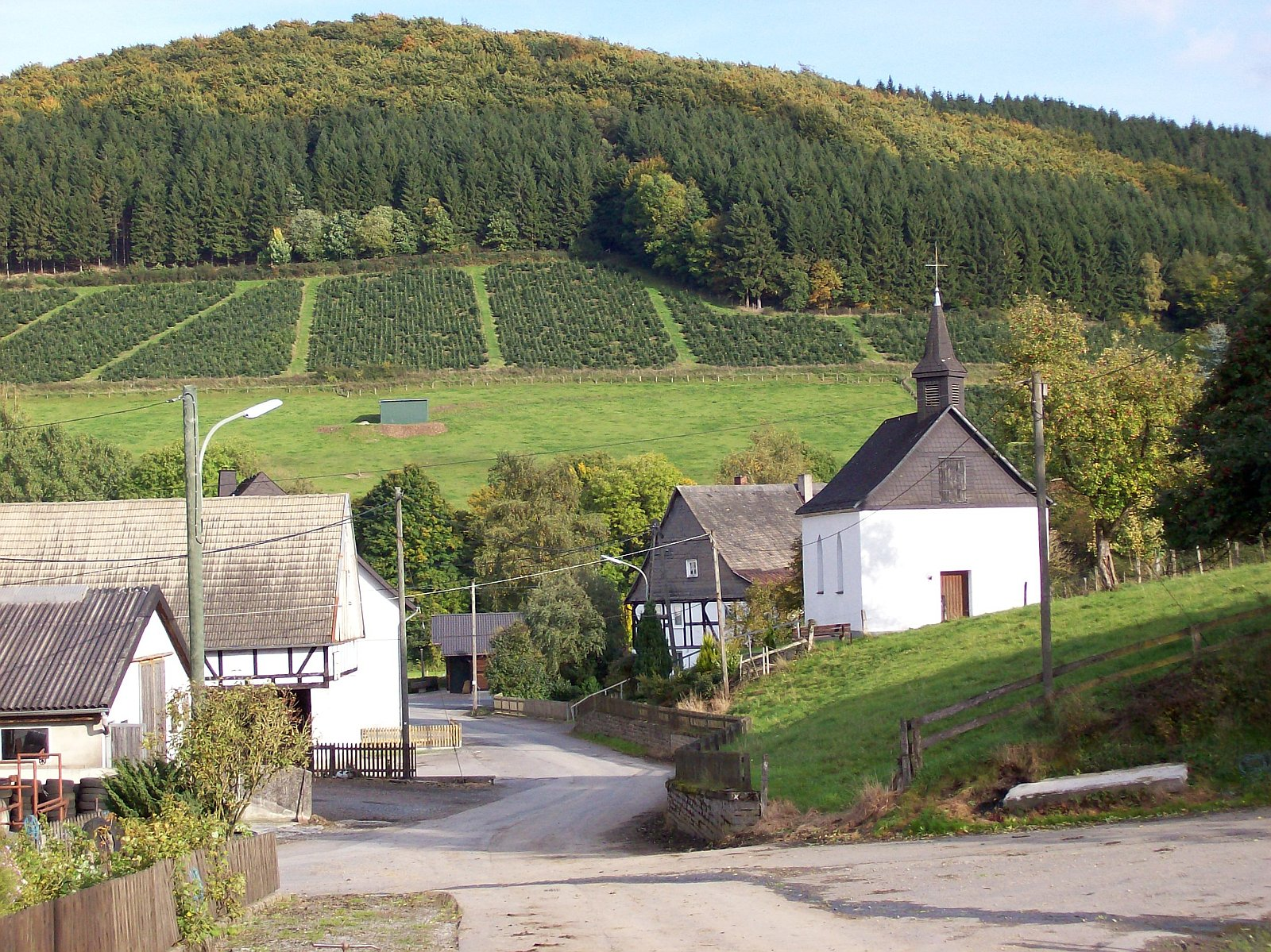
Grimminghausen

Grimminghausen ist ein Ortsteil der Stadt Schmallenberg in Nordrhein-Westfalen in Deutschland. Im Ort wohnen rund 50 Einwohner.

## Geografie

### Lage
Das Dorf liegt im Wennetal rund 9 km nordwestlich von Schmallenberg. 

### Nachbarorte
Angrenzende Orte sind Menkhausen, Lochtrop, Dorlar und Hengsbeck.

## Geschichte

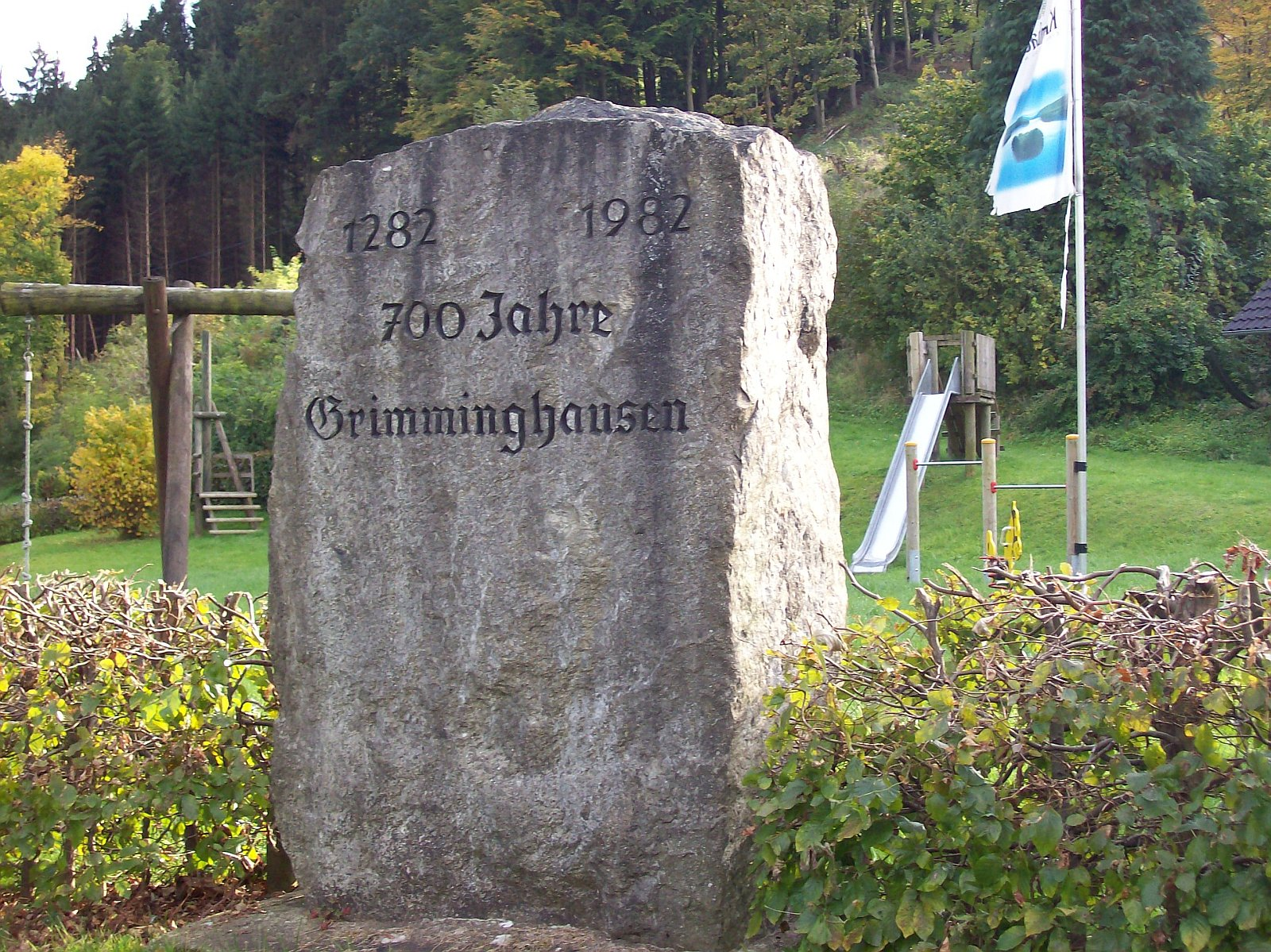
Stein 700 Jahre Grimminghausen

Der Ort Grimmardichusen wurde 1282 erstmals urkundlich erwähnt. Grimminghausen gehörte bis zur kommunalen Gebietsreform zur Gemeinde Dorlar. Seit dem 1. Januar 1975 ist Grimminghausen durch das Sauerland/Paderborn-Gesetz ein Ortsteil der neuen Stadt Schmallenberg.

## Religion
Die erste Kapelle im Ort entstand um 1600. Im Jahre 1900 wurde die heutige St. Peter und Paul Kapelle an einer höheren Stelle im Dorf errichtet.